# Microcos chrysothyrsa
Microcos chrysothyrsa är en malvaväxtart som beskrevs av Karl Ewald Maximilian Burret. Microcos chrysothyrsa ingår i släktet Microcos och familjen malvaväxter. Inga underarter finns listade i Catalogue of Life.